# Jovan Sterija Popović
Jovan Sterija Popović (n. 1/13 ianuarie 1806, Vârșeț, Regatul Ungariei, Imperiul Austriac – d. 26 martie 1856, Vârșeț, Regatul Ungariei, Imperiul Austriac) a fost un dramaturg, poet, jurist, filosof și pedagog sârb care a predat la Școala Superioară din Belgrad. Sterija a fost recunoscut de contemporanii săi ca unul dintre principalii intelectuali sârbi și este considerat unul dintre cei mai buni dramaturgi comici din literatura sârbă.

## Biografia
Popović s-a născut în Werschetz (Vršac), în comitatul Timiș din Regatul Ungariei din Imperiul Habsburgic (acum Serbia). Tatăl său, Sterija era negustor. Etnia tatălui lui Popović și a lui Popović însuși este disputată, unii spunând că erau de origine aromână, iar alții că erau greci. Bunicul său matern a fost pictorul și poetul Nikola Nešković, despre care a scris o biografie.
Popović a urmat școli gimnaziale la Vršac, Karlowitz, Timișoara și Budapesta. A studiat dreptul la Käsmark. După ce și-a încheiat studiile (1830), a lucrat ca profesor, iar din 1835, când a susținut examenul de barou, s-a întors în orașul său natal, unde a predat mai întâi latina, apoi și-a deschis un cabinet de avocatură. Ca mulți alți intelectuali din Voivodina, animat de sentimente patriotice, a decis să lucreze în Principatul Serbiei. A început să scrie drame istorice, dar curând s-a îndreptat spre comedie. În 1840 s-a stabilit la Belgrad, unde va petrece opt ani, predând la ceea ce era pe atunci cea mai avansată școală din Serbia, Școala Superioară din Belgrad, viitoarea Universitate.
A jucat un rol esențial în înființarea Academiei Sârbe de Științe și a Muzeului Național. A continuat să scrie drame, pe care le-a și organizat, pus în scenă și regizat. A fost numit șef al Ministerului Educației de către guvernul constituțional în 1842. A rămas în această funcție până în 1848, lucrând la organizarea sistemului școlar și a educației în Serbia. În anul 1848 a decis să se întoarcă la Vršac, unde a trăit până la moartea sa în 1856. Este înmormântat în cimitirul ortodox din Vršac.

## Activitatea literară

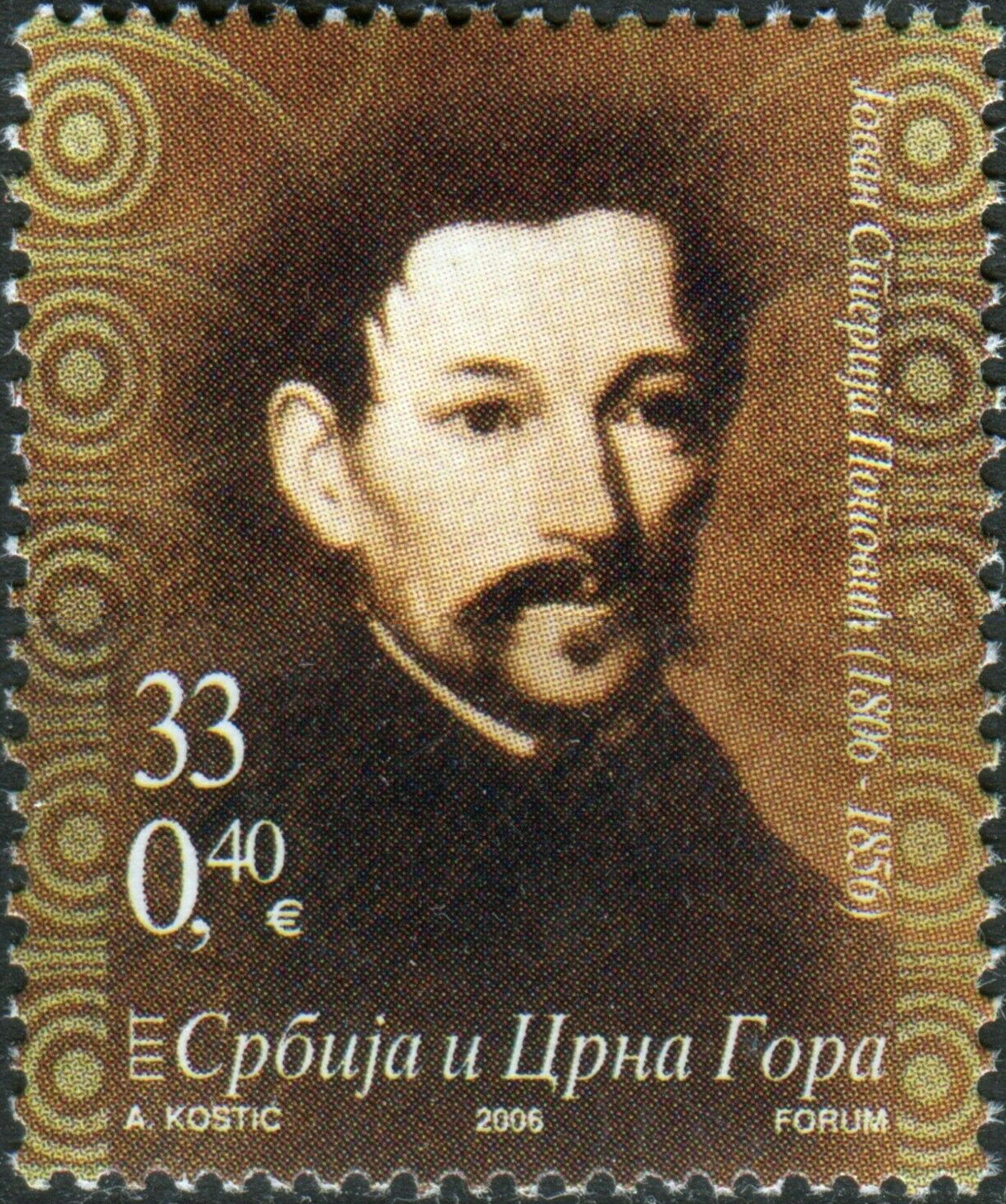
J. Sterija-Popović pe o marcă poștală a Serbiei și Muntenegrului. 2006.

A debutat cu poezii dedicate eroilor antici greci. S-a întors la poezie spre sfârșitul vieții. De la creația poetică s-a îndreptat spre romane istorice și dramaturgie, dar a cunoscut cel mai mare succes ca dramaturg comic.
Considerat „părintele” dramaturgiei sârbești, Sterija-Popović a fost primul dintre sârbi care s-a dedicat cu seriozitate acestui gen și s-a dedicat în întregime teatrului. Este autorul unor drame istorice și comedii din viața contemporană, care s-au bucurat de o mare popularitate. În comediile sale, ridiculizează micimea sufletească, egoismul, vanitatea și alte vicii. A introdus pentru prima dată în dramaturgia sârbă personajul omului simplu.
Teatrul lui J. Popović era perceput ca un mijloc de educare morală și de luminare. Spre sfârșitul vieții, a publicat o culegere de poezii.
A tradus din greacă și franceză.
Comediile sale sociale (Mincinosul și lingușitorul, 1830; Zgârcitul, 1837; Patrioții, 1849) au pus bazele repertoriului național al teatrului sârbesc.

## Opere reprezentative

### Dramaturgie
- Mincinosul și lingușitorul
- Zgârcitul
- Dovleacul îngâmfat
- Căsătorie și recăsătorie
- Înșelăciune pentru înșelăciune
- Măgarul fermecat
- Moartea lui Ștefan Dečanski
- Invizibilitatea sau Svetislav și Milena
- Fiul adoptiv Simeon sau nefericita căsătorie
- Haiducii
- Skanderbeg

### Proză
- Bătălia de la Kosovo